# Canigó (poema)
|  | Aquest article tracta sobre el poema Canigó. Vegeu-ne altres significats a «Canigó (desambiguació)». |

Canigó és un poema èpic de 1886 escrit per Jacint Verdaguer que constitueix un dels poemes clau de la Renaixença catalana. Consta de més de quatre mil versos en dotze cants i un epíleg. El tema és el del naixement de la nació catalana a les valls pirinenques a l'època carolíngia.
Aquesta història, en la qual apareixen també elements mitològics, conté una descripció geogràfica del Pirineu català, que es desenvolupa a través de la figura mítica del Comte Tallaferro, un valent i ferotge lluitador contra els sarraïns. El mite està basat en el personatge històric de Bernat Tallaferro.

## Argument

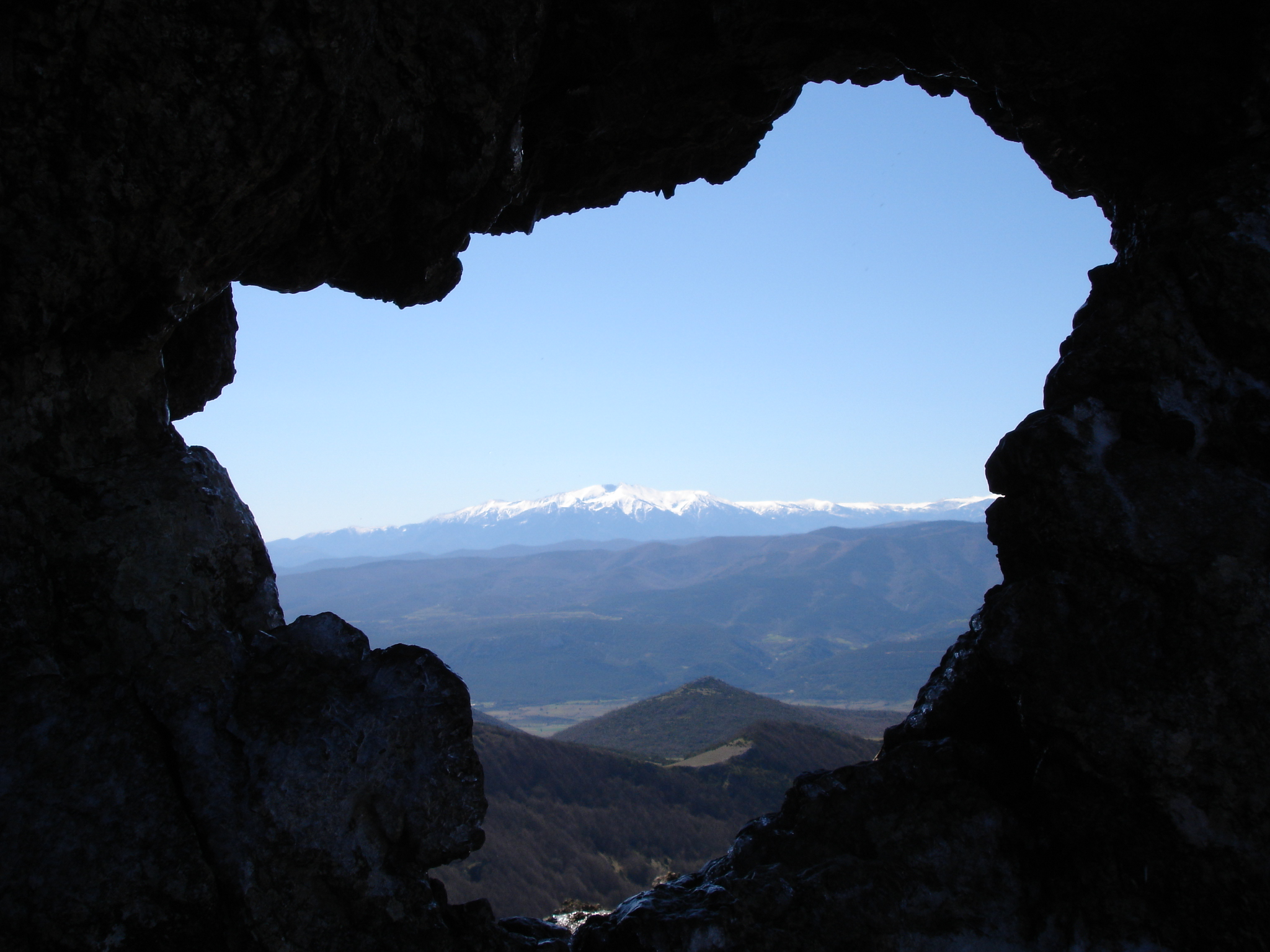
Pic del Canigó

L'acció transcorre al Pirineu durant el segle xi. La història comença quan Gentil, fill del comte Tallaferro, després de ser armat cavaller a l'ermita de Sant Martí del Canigó, s'afegeix a l'exèrcit cristià en l'intent d'aturar l'atac dels musulmans. Més tard, Gentil, fent guàrdia al castell de Rià, contempla el Canigó mentre el seu escuder li parla de les fades que hi viuen, i ell decideix traslladar-s'hi.
Al massís és rebut per Flordeneu (Edelweiss), la reina de les fades, però sota l'aparença de Griselda, la noia que ha conegut a l'aplec de l'ermita. Flordeneu el sedueix. Encisat per la fada, Gentil s'oblida de la batalla i l'acompanya en un vol per damunt del Pirineu, en una carrossa alada. Ella li mostra la serralada, de la qual és possessora. Guifre, l'oncle de Gentil, veu que l'exèrcit cristià recula davant dels moros, i en culpa la deserció de Gentil. El sorprèn amb la reina de les fades, i, dominat per la ira, el mata estimbant-lo muntanya avall. Mentre el seu pare -el comte Tallaferro- derrota els moros, el cadàver de Gentil és dut a l'ermita de Sant Martí. Guifre es penedeix del seu crim, aconsegueix que Tallaferro el perdoni, i decideix fer-se monjo. Quan Guifre es troba a les portes de la mort, demana que on morí Gentil s'hi planti una creu.

## Mètrica
La mètrica de Canigó s'articula en tres eixos:
- La poesia popular autòctona: la cançó, el romanç i les corrandes.
- La tradició medieval: la cançó de gesta, el romanç heroic i la codolada.
- L'èpica culta: l'estrofa "mistralenca" l'octava i les estrofes de cinc versos.

## Anàlisi
El poema té una gran diversitat de ritmes. L'autor juga amb el contrast entre les escenes tendres i encisadores del món de les fades, i els combats durs i feréstecs dels guerrers catalans i els musulmans. Alhora, el regne de les fades representa el món pagà que retrocedeix davant el cristianisme que conquereix simbòlicament la muntanya amb esglésies. Gentil es debat entre els dos mons representats per dos amors femenins, malgrat que ell no sigui conscient de l'encanteri que pateix i es pensi que sempre està amb la mateixa estimada. La natura té un paper cabdal en l'ambientació.

## Traduccions i versions

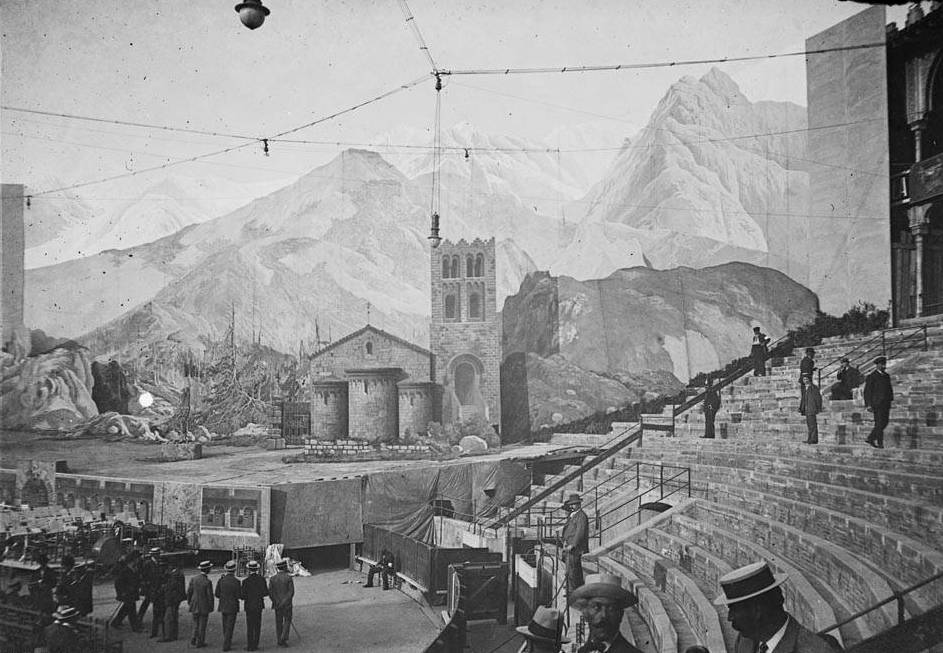
Representació de la versió teatral de Canigó a la plaça de toros de les Arenas (1910)

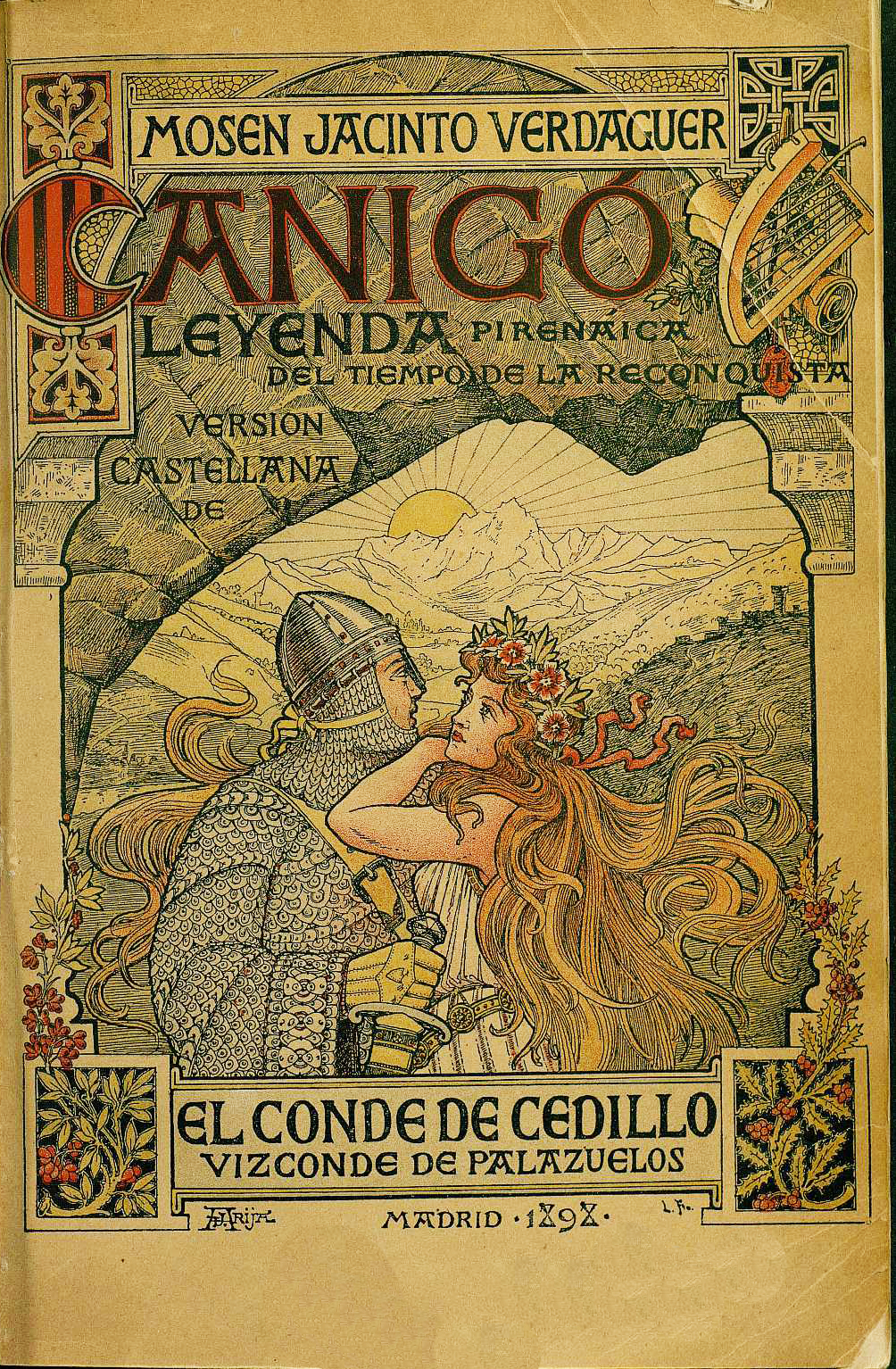
Portada de l'edició en castellà (1898, traduïda pel Comte de Cedillo), obra d'Arija.

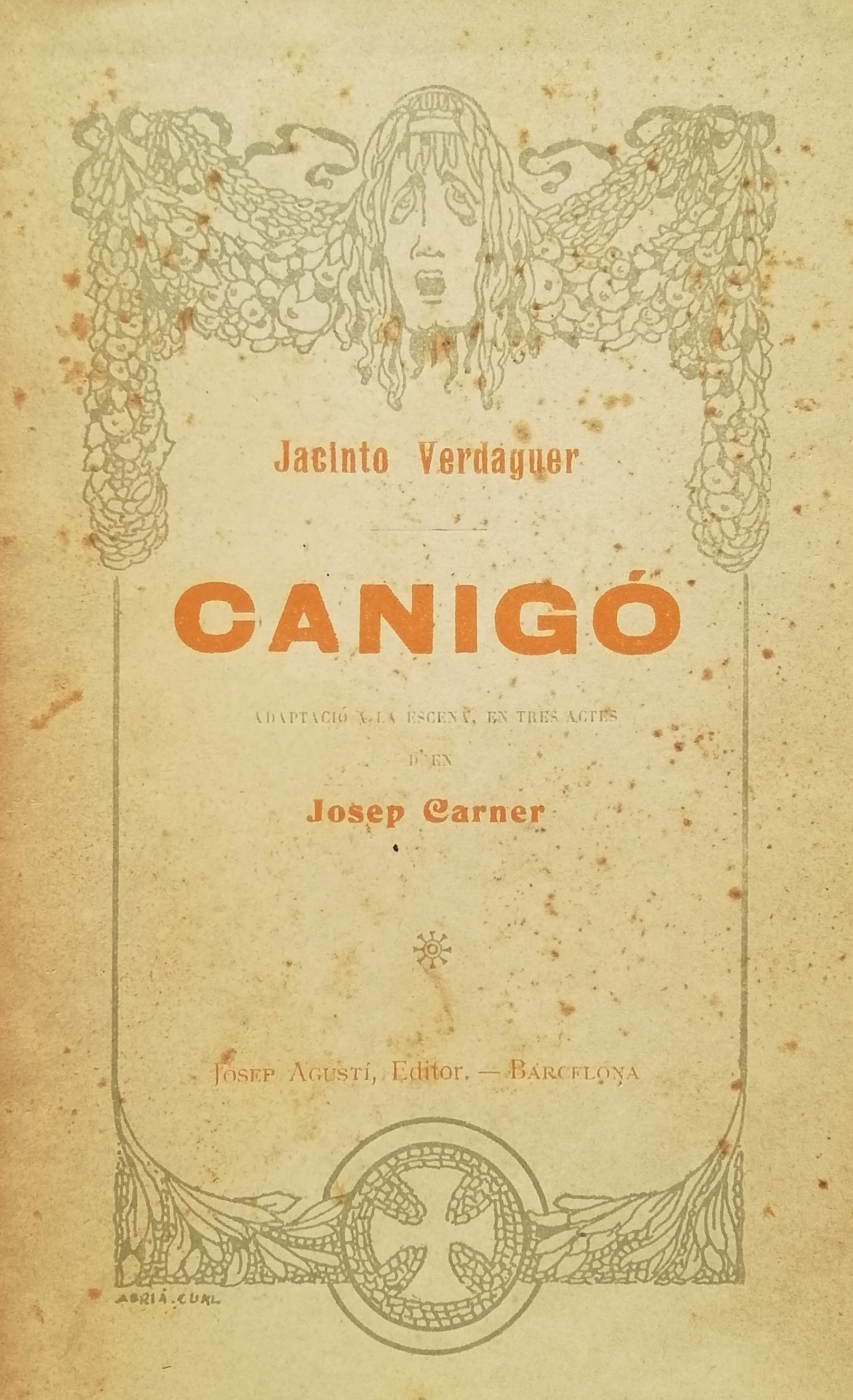
Llibre de la versió escènica del Canigó adaptada en tres actes per Josep Carner l'any 1910

El poema tingué una acollida entusiàstica, tant de lectors com de crítics, que consideraren Canigó el punt més alt del geni poètic de Jacint Verdaguer.
El 1888 va ser traduït, parcialment, a l'italià per Maria Licer. Un any després, Josep Tolrà de Bordas en va publicar, a París, una versió al francès, i el 1898 va aparèixer, a Madrid, una traducció al castellà del Comte de Cedillo. La traducció més recent al francès és de Miquela Valls, publicada el 2004, i la castellana, publicada el 1988, és de Maria Parés. Ronald Puppo publica, l'any 2015, Mount Canigó. A tale of Catalonia, una traducció del poema a l'anglès.
El 1910 n'aparegué una versió teatral de Josep Carner, amb música de Jaume Pahissa. S'estrenà a Figueres, i es representà a les Arenes de Barcelona, amb decorats dels escenògrafs Moragas i Alarma, sota la direcció d'Adrià Gual. El 1934 Antoni Massana se serví de l'adaptació de Carner per fer-ne una òpera, estrenada en versió de concert al Casal del Metge el 1936, i representada al Gran Teatre del Liceu de Barcelona el 1953.

## Extracte
En aquests versos Verdaguer compara el Canigó amb una magnòlia gegantina: 
Lo Canigó és una magnòlia immensa
que en un rebrot del Pirineu se bada;
per abelles té fades que la volten,
per papallons los cisnes i les àligues.
Formen son càlzer escarides serres 
que plateja l'hivern i l'estiu daura, 
grandiós veire on beu olors l'estrella, 
los aires rellentor, los núvols aigua. 
Les boscúries de pins són sos bardissos, 
los Estanyols ses gotes de rosada, 
i és son pistil aqueix palau aurífic, 
somni d'aloja que del cel davalla.

## Edicions
- 1886 [1885]: Tipografia Catòlica, Barcelona
- 1889: A. Savine, París; ed. bilingüe català-francès
- 1901 i 1902: Catalunya Artística, Barcelona
- 1910: Llibrería Científic-Literaria de Josep Agustí, Barcelona
- 1912: Llibrería Científich-Literaria Joseph Agustí, Barcelona
- 1921: Impremta Ràfols, Barcelona
- 1930 [amb Montserrat]: Catalònia, Barcelona
- 1931: Orbis, Barcelona
- 1943 [dins Obres completes]: Selecta, Barcelona
- 1944: Selecta, Barcelona
- 1945: Llibreria Sala, Vic
- 1948: Biblioteca Catalana, Mèxic
- 1980: Edicions 62, Barcelona
- 1985: Ausa, Sabadell [facsímil de la de 1945]
- 1986: Privat, Toulouse [reed. de la de 1889]
- 1995: Quaderns Crema, Barcelona; edició crítica de Narcís Garolera
- 1997: Quaderns Crema, Barcelona (la mateixa, en format de butxaca)
- 2002: Terra Nostra, Prada de Conflent
- 2003: Proa, edició de Llorenç Soldevila
- 2010: MonHélios, Oloron-Sainte-Marie; edició bilingüe català-francès